# Бинни, Уильям
Уильям Эдвард Бинни (англ. William Edward Binney) — бывший высокопоставленный офицер из Агентства Национальной Безопасности (АНБ), США, информатор. После 30 лет службы в АНБ он ушел в отставку и предал гласности различную информацию о деятельности агентства. Критиковал его деятельность во времена администрации Дж. Буша.
Бинни продолжил критиковать политики сбора информации АНБ и при президенте Б. Обаме, давая множество интервью СМИ о своем опыте и взглядах на перехваты информации правительственными агентствами США. Дал показания под присягой о том, что АНБ намеренно нарушало конституцию США.
Участник Общества «Ветераны разведки за здравомыслие».

## Биография
Бинни вырос в сельской местности в штате Пенсильвания. Получил степень бакалавра по математике в Pennsylvania State University в 1970 году. Во время вьетнамской войны служил в армии США добровольцем. У него обнаружили способности к математике, анализу и взлому шифров, и в 1965—1969 он служил в Army Security Agency. В 1970 году переведен в АНБ. Бинни специализировался по Советскому Союзу и России. Начал карьеру как аналитик, закончил как технический директор. В 1990-е годы он был одним из основателей автоматизированной системы разведки сигналов вместе с руководителем исследований в АНБ, Dr. John Taggart. В 2001 году Бинни стал «техническим лидером разведки» («Technical Leader for intelligence»).
Имеет опыт работы во многих областях, в частности: разведывательный анализ, анализ трафика, системный анализ, управление знаниями, математика (теория множеств, теория чисел, теория вероятности). Бинни был признан одним из лучших аналитиков в истории АНБ.
После увольнения из АНБ основал частное разведывательное агентство «Entity Mapping, LLC», вместе с другим общественным информатором, ранее работавшим в АНБ, J. Kirk Wiebe. Они намеревались предложить собственные аналитические программы правительственным агентствам, однако АНБ препятствовала их деятельности, в том числе приводя к разрывам контрактов.

## Деятельность в качестве общественного информатора
В сентябре 2002 года вместе с J. Kirk Wiebe и Edward Loomis подал запрос в Министерство обороны США, попросив их расследовать деятельность АНБ по проекту Trailblazer, в ходе которой могли быть потрачены многие миллионы долларов. Trailblazer — система, которая должна была бы анализировать данные, пересылаемые по телекоммуникационным сетям, например, через Интернет. Бинни был автором альтернативной системы, ThinThread, разработка которой была прекращена после принятия Trailblazer. Бинни также публично критиковал АНБ за шпионскую деятельность в отношении американских граждан, заявив, что АНБ расширила программы электронного наблюдения после атак 11 сентября 2001 года, и что Trailblazer неэффективен и слишком дорог по сравнению с ThinThread. Он был разозлен тем, что АНБ перехватила информацию о подготовке терактов 9/11, однако не проанализировала её вовремя, тогда как его собственная система могла бы выполнить анализ своевременно.
После того, как Бинни покинул АНБ в 2001 году, он был одним из изучавшихся в ходе расследования о разоблачениях газеты New York Times 2005 года о системах электронной слежки АНБ (NSA warrantless eavesdropping program). С Бинни были сняты подозрения в нарушениях закона после трех интервью с агентами ФБР в марте 2007 года. Однако в июле 2007 года Бинни был захвачен вооруженной группой ФБР в своем доме. В ходе рейда агенты конфисковали его компьютер, диски, персональные и коммерческие документы. АНБ отозвало его допуск секретности, вынудив тем самым закрыть собственную фирму. В 2012 Бинни и совладельцы компании подали федеральный иск для возвращения изъятых предметов, потратив на его подготовку более 7 тысяч долларов США.
В своих интервью на Democracy Now! в апреле-мае 2012 года, в июле 2012 года на конференции 2600 HOPE и на DEF CON через несколько недель Бинни заявлял, что АНБ (в частности в проекте Stellar Wind)) перехватывала более 20 триллионов коммуникационных транзакций граждан США, в том числе их телефонные звонки, сообщения электронной почты. В это число попала большая часть почты, пересылаемой жителями США. В деле Jewel v. NSA Бинни дал показания под присягой, согласно которым деятельность АНБ намеренно нарушает Конституцию США.
Бинни приглашался в качестве свидетеля немецкой парламентской комиссией по расследованию о слежении АНБ. Как сообщала 3 июля 2014 года газета Spiegel, он заявил, что АНБ желает собирать информацию обо всем. С точки зрения Уильяма, этот подход близок к тоталитарному и ранее встречался только при диктатурах.
Бинни сотрудничает с Обществом Ветераны разведки за здравомыслие, в которую входит несколько ветеранов американской разведки. В частности, в августе 2014 года Бинни был одним из подписавшихся под открытым письмом группы VIPS к германскому канцлеру Ангеле Меркель, в котором они призывали её критически отнестись к представленным спецслужбами США «доказательствам вторжения России в Восточную Украину».
В 2014 году снялся в документальном фильме «Citizenfour. Правда Сноудена».